# Sindaci di Lucerna

Stemma della città di Lucerna

La lista dei Sindaci di Lucerna ordina cronologicamente i sindaci della città di Lucerna, in Svizzera. Il sindaco presiede al consiglio municipale.

## Lista
| Periodo        | Primo Cittadino     | Partito                                                       | note     |
| -------------- | ------------------- | ------------------------------------------------------------- | -------- |
| 1832-1835      | Casimir Pfyffer     | radicale                                                      |          |
| 1836-1840      | K. Alsinger         |                                                               |          |
| 1841           | Joseph Zünd         |                                                               |          |
| 1841           | Josef Mazzola       |                                                               | respinto |
| 1841-1845      | Alois Hautt         |                                                               |          |
| 1845-1847      | J. Schumacher       |                                                               |          |
| 1845-1854      | Felix Balthasar     |                                                               |          |
| 1854-1860      | Johann Winkler      |                                                               |          |
| 1860-1864      | Wilhelm Schindler   |                                                               |          |
| 1864           | Fr. Bechtold        |                                                               | respinto |
| 1865-1866      | Abraham Stocker     |                                                               |          |
| 1866-1871      | Leonz Curdi         |                                                               |          |
| 1871-1890      | Ludwig Pfyffer      |                                                               |          |
| 1890-1891      | Friedrich Wüest     |                                                               |          |
| 1891-1916      | Hermann Heller      |                                                               |          |
| 1916-1919      | Gustav Schaller     | Partito Liberale del cantone di Lucerna (LPL) (dal 2000: FDP) |          |
| 1919-1939      | Jakob Zimmerli      | LPL/FDP                                                       |          |
| 1939-1953      | Max Wey             |                                                               |          |
| 1953-1967      | Paul Kopp           |                                                               |          |
| 1967-1979      | Hans Rudolf Meyer   | LPL/FDP                                                       |          |
| 1979-1984      | Matthias Luchsinger | LPL/FDP                                                       |          |
| 1984-1996      | Franz Kurzmeyer     | LPL/FDP                                                       |          |
| Dal 01/09/1996 | Urs W. Studer       | indipendente, prima del 1996: LPL/FDP                         |          |